# Sol y Lluvia

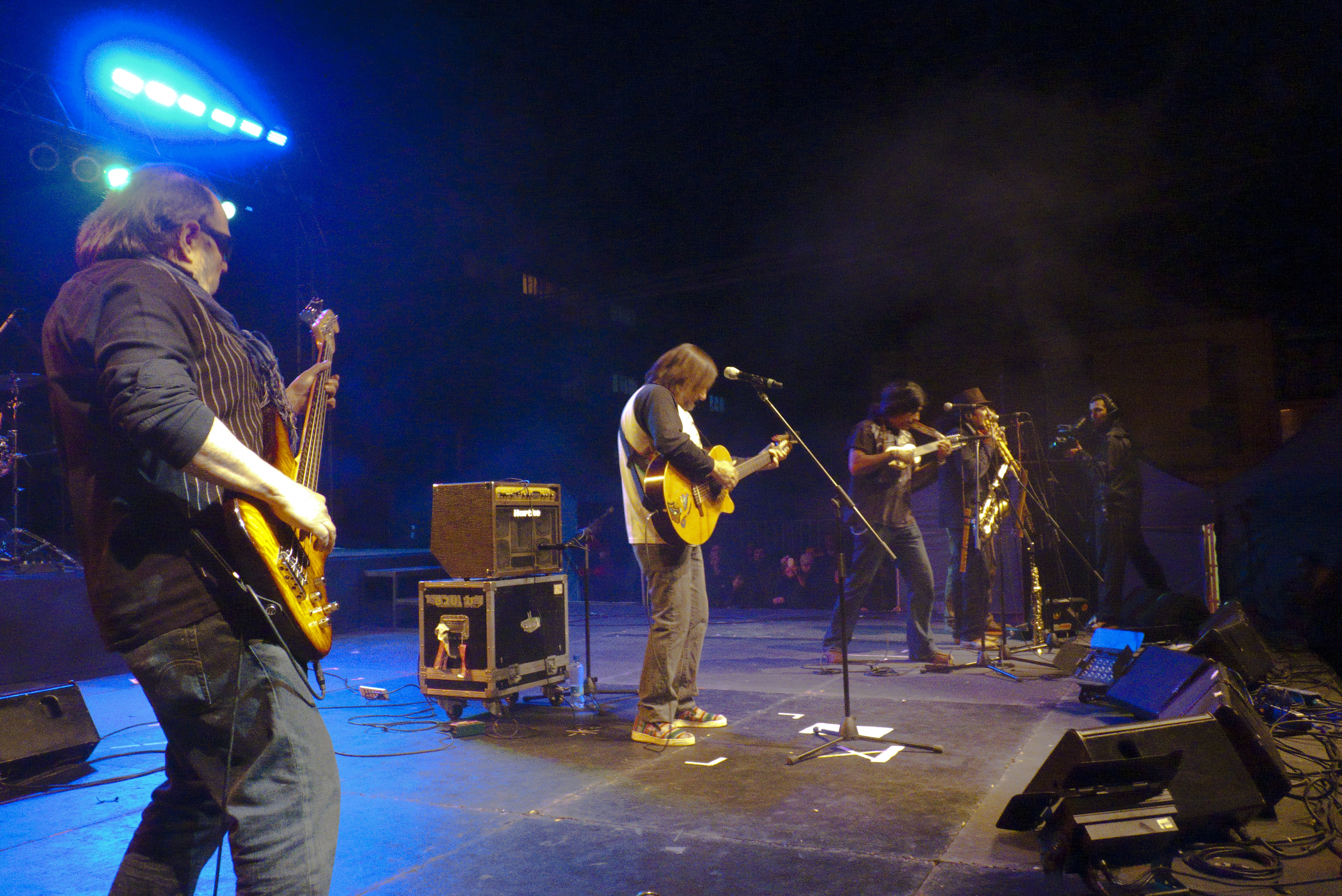
Sol y Lluvia bei einem Konzert im Mai 2012

Sol y Lluvia (spanisch: Sonne und Regen) ist eine seit 1978 bestehende Band aus Chile, die musikalisch dem Genre des Nueva canción zuzuordnen ist und in ihrem Heimatland zu den populärsten Musikgruppen gehört. Zu ihren meist politisch geprägten Liedern zählt mit dem Titel Adios General eines der bekanntesten chilenischen Protestlieder.

## Geschichte

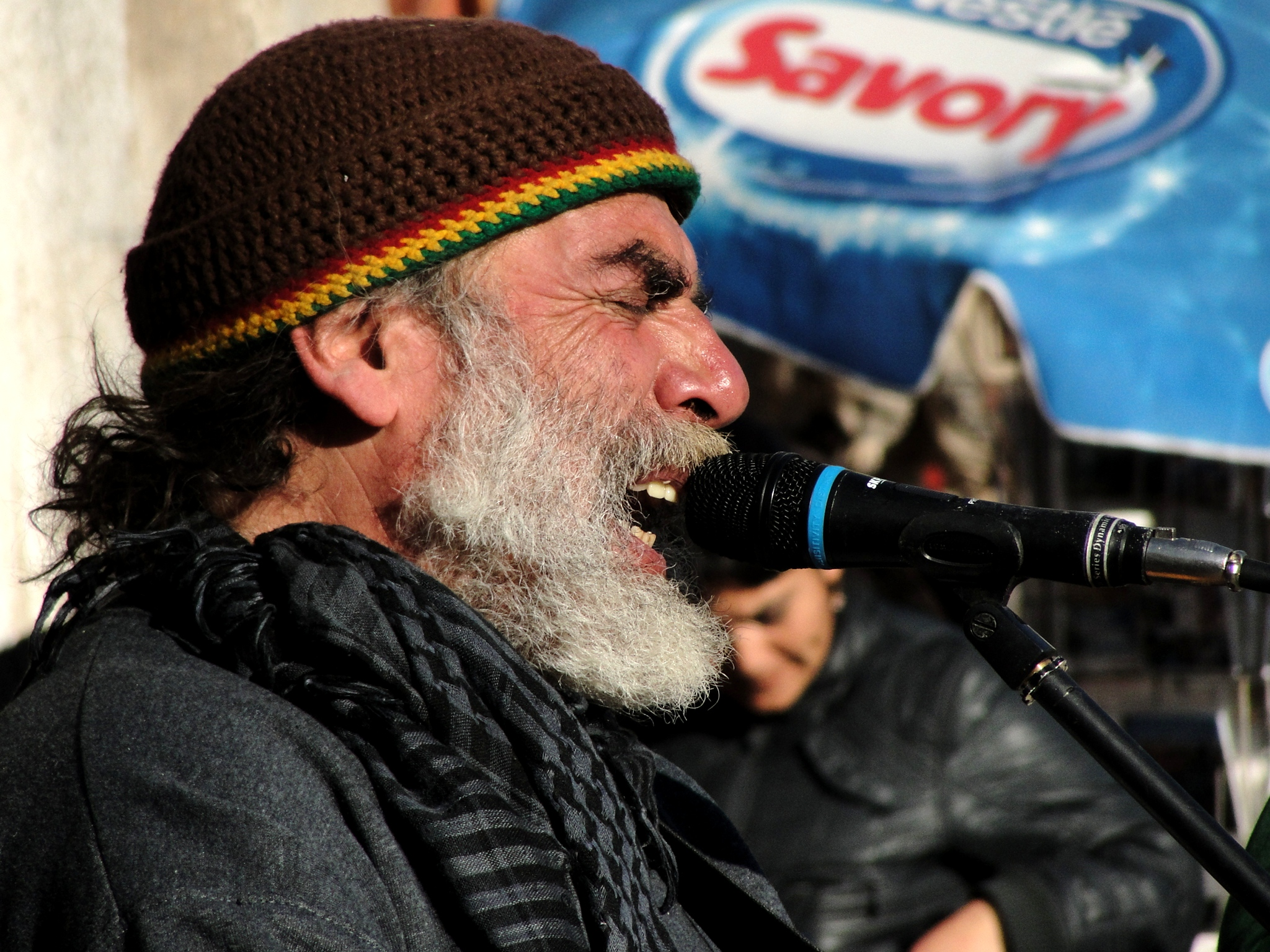
Charles Labra, Mitglied von Sol y Lluvia von der Gründung bis 2000, bei einem Auftritt im Juli 2010 mit seiner späteren Band Antu Kai Mawen

Sol y Lluvia wurde im August 1978 von den Brüdern Amaro Labra (Gesang und Gitarre) und Charles Labra (Schlagzeug) zusammen mit weiteren Musikern gegründet. Die Band entstand im Kontext des Widerstandes gegen die seit dem Putsch von 1973 in Chile bestehende Militärdiktatur. Ab Mitte der 1980er Jahre spielte mit Jonny Labra auch der jüngere Bruder von Amaro und Charles Labra als Bassist in der Gruppe. Durch einen Auftritt in der DDR beim 19. Festivals des politischen Liedes im Februar 1989 wurde sie im deutschsprachigen Raum bekannt. Im folgenden Jahr erschien das Live-Album Adiós general, adiós carnaval, ein Mitschnitt eines Konzerts mit rund 30.000 Besuchern am 10. März 1990 im Estadio Santa Laura. Hintergrund war die Amtsübergabe von Augusto Pinochet an seinen demokratisch gewählten Nachfolger Patricio Aylwin am folgenden Tag, die eines der wichtigsten Ereignisse während Chiles Rückkehr zur Demokratie darstellte.
Seit 1996 gehört mit Harley Labra auch der Sohn von Amaro Labra zur Band. Bei einem Konzert im April 1999 im Estadio Nacional de Chile wurde Sol y Lluvia die erste chilenische Musikgruppe mit mehr als 50.000 Besuchern bei einem Auftritt. Ein Jahr später verließ Charles Labra die Gruppe aufgrund von Differenzen bezüglich des kommerziellen Erfolges. In der Folgezeit gründete er eine eigene Band, deren Name Antu Kai Mawen in der indigenen Sprache Mapudungun ebenfalls Sonne und Regen bedeutet. Die Gruppe spielt zum großen Teil das gleiche Repertoire wie Sol y Lluvia, tritt jedoch vor allem in kleinerem Rahmen wie Straßenkonzerten auf. Mit Juan Flores, der zunächst zu Illapu und später zu Inti-Illimani wechselte, und Patricio Quilodran, der sich Chico Trujillo anschloss, verließen weitere Mitglieder die Band. Im Jahr 2013 schied auch Jonny Labra aus.

## Stil
Die Texte der meisten Lieder von Sol y Lluvia sind durch eine politisch progressive Haltung der Musiker geprägt und haben dementsprechend gesellschaftskritische Themen zum Inhalt. Stilistisch ist die Band der Mestizo-Musik zuzuordnen und Teil des in Chile entstandenen Genre des Nueva canción, das typische Elemente der lateinamerikanischen Musik mit politischen Texten verbindet. Zu ihren bekanntesten Titeln zählen Adios General, En Un Largo Tour und Voy a Hacer el Amor. Das Instrumentarium der Band umfasst sowohl moderne als auch klassische und traditionelle Instrumente, darunter Zupfinstrumente wie verschiedene Gitarren und Charango, Schlaginstrumente wie Trommeln und Schlagzeug, Blasinstrumente wie Flöte, Panflöte und Saxophon sowie Tasteninstrumente wie Keyboard und Klavier.

## Diskografie

### Studioalben
- 1986: Canto + vida
- 1987: A desatar esperanza
- 1988: Mas personas
- 1989: Testimonio de paz
- 1993: Hacia la Tierra
- 2000: La vida siempre
- 2004: La conspiración de la esperanza
- 2013: Clima humana

### Live-Alben
- 1982: Canto es vida
- 1989: El aire volverá
- 1990: Adiós general, adiós carnaval
- 1992: Somos gente de la tierra
- 2005: Sol y Lluvia vive!!!
- 2012: Sol y LLuvia 30 Años en Vivo!!!